# Син-Саппоро (станция)
Станция Син-Саппоро (яп. 新札幌駅 син саппоро эки) — железнодорожная станция в японском городе Саппоро, обслуживаемая компанией JR Hokkaido. На этой станции можно использовать Kitaca (смарт-карта). На станции установлены автоматические платформенные ворота. Поезда «Хокуто» останавливаются на этой станции.

## История
Станция Син-Саппоро была открыта 9 сентября 1973 года. С приватизацией JNR она перешла под контроль JR Hokkaido.

## Линии
- JR Hokkaido
  - Линия Титосэ
- Саппоро Метро
  - Линия Тодзай

## Планировка

### Платформы
| 1 | ■Линия Титосэ | на станцию Новый аэропорт Титосэ, Томакомай, Муроран и Хакодате |
| 2 | ■Линия Титосэ | на станции Саппоро, Тэинэ и Отару                               |

### Саппоро Метро
| 1 | ■ Линия Тодзай | Одори, Мияносава |
| 2 | ■ Линия Тодзай | Одори, Мияносава |